# فيليتسيا تشانغ
فيليتسيا تشانغ (بالإنجليزية: Felicia Zhang)‏ هي متزلجة فنية أمريكية، ولدت في 22 سبتمبر 1993 في Riverdale, Bronx ‏ في الولايات المتحدة.

## وصلات خارجية
- فيليتسيا تشانغ على موقع الاتحاد الدولي للتزلج (الإنجليزية)
- فيليتسيا تشانغ على موقع الاتحاد الدولي للتزلج (الإنجليزية)
- فيليتسيا تشانغ على موقع الاتحاد الدولي للتزلج (الإنجليزية)
- فيليتسيا تشانغ على موقع أوليمبيديا (الإنجليزية)